# Reinhard Karl
Reinhard Karl (* 3. November 1946 in Heidelberg; † 19. Mai 1982 am Cho Oyu, Nepal) war ein deutscher Alpinist, Fotograf und Schriftsteller.

## Leben
Mit 14 Jahren begann Reinhard Karl eine Lehre als Automechaniker. „Der dreckigste und mieseste aller Traumjobs“, wie er später schrieb. Seiner Vorliebe für Bergbücher wegen schickte ihn seine Mutter in die Sektion Heidelberg des Deutschen Alpenvereins. Erst mit 17 Jahren machte Reinhard Karl seine erste Klettertour am Battert, nördlich von Baden-Baden. Das Bergsteigen am Wochenende wurde zur Flucht vor dem ungeliebten Job. Dort lernte er auch Leute mit höherer Ausbildung kennen, die ihn voll akzeptierten, was ihm zusätzlich Auftrieb gab. Die gemütliche Runde am Ende einer Klettertour, am Bärenbrunnerhof, gehörte zum Ritual. „Intensiv Leben“ war die Maxime seines Lebens.
Karl studierte zunächst in Karlsruhe Wirtschaftswissenschaften und später Sport und Geographie in Heidelberg, erreichte aber keinen Abschluss.
1969 gelang ihm zusammen mit Hermann Kühn die Eiger-Nordwandbesteigung in damals sehr guten anderthalb Tagen.
In den 1970er Jahren wurde Karl durch seine Besuche im Yosemite und in der Sächsischen Schweiz der Vorreiter des Freikletterns im westlichen Europa. Zusammen mit Helmut Kiene eröffnete er 1977 die erste alpine Kletterroute im VII. Schwierigkeitsgrad, die Fleischbank-Pumprisse im Wilden Kaiser.
Am 11. Mai 1978 erreichte er als erster Deutscher den Gipfel des Mount Everest, in einer Seilschaft mit Oswald Oelz. Er hatte sich derselben österreichischen Expedition angeschlossen, mit der damals auch Reinhold Messner und Peter Habeler den Berg erstmals ohne zusätzlichen Sauerstoff bestiegen.
Einen Namen als Schriftsteller und Fotograf machte sich Karl vor allem durch seine Expeditionsberichte.
1979 gelingt ihm die Besteigung von dem Achttausender Gasherbrum II, danach muss er die Besteigungen des Cerro Torre, des Nanga Parbat und des K 2 aufgeben.
Reinhard Karl kam am 19. Mai 1982 durch eine Eislawine am Cho Oyu (Himalaya) im Zelt im Lager 2 ums Leben.
Für seine sportlichen Erfolge erhielt er von Bundespräsident Walter Scheel das Silberne Lorbeerblatt.
2010 übergab seine Witwe Eva Altmeier-Karl den fotografischen Nachlass dem Archiv des Deutschen Alpenvereins.

## Werke
- Erlebnis Berg. Zeit zum Atmen. 1. Auflage. Limpert, Bad Homburg 1980, ISBN 3-7853-1342-X.
  - Reinhard Karl, Elmar Landes (Bearb.): Erlebnis Berg. Zeit zum Atmen. Reprint der Ausgabe Berg, München 1994. (Seit der Neuausgabe 1993, ISBN 3-7654-1116-7, bearbeitet und um zusätzliche Texte erweitert). Alpine Klassiker, Band 18. Bruckmann, München 2009, ISBN 978-3-7654-5152-2.
- Klettern im senkrechten Paradies Yosemite. 1. Auflage. Limpert, Bad Homburg 1982, ISBN 3-7853-1380-2. – Inhaltsverzeichnis online (PDF).
- Reinhard Karl, Eva Altmeier-Karl (Auswahl und Zusammenstellung der Bilder): Berge auf Kodachrome. (Tagebuchaufzeichnungen und Fotos aus Reinhard Karls letztem Lebensjahr). 1. Auflage. Limpert, Bad Homburg 1983, ISBN 3-7853-1427-2.

## Dokumentation
- Harald Weiß: Wirklich oben bist du nie – Reinhard Karl (2021)[5]